# Dendrothele globulispora
Dendrothele globulispora är en svampart som beskrevs av Boidin & Lanq. 1996. Dendrothele globulispora ingår i släktet Dendrothele och familjen Corticiaceae.   Inga underarter finns listade i Catalogue of Life.